# Anisocentropus triangulatus
Anisocentropus triangulatus là một loài Trichoptera thuộc họ Calamoceratidae. Chúng phân bố ở miền Australasia.